# Секуле
Секуле (на словашки: Sekule) е село в окръг Сеница, Търнавски край, Западна Словакия. Населението му е 1738 души.
Разположено е на 158 m надморска височина, на 31 km западно от град Сеница. Площта му е 23,49 km². Кмет на селото е Адриан Крайчир.